# Blood & Honey
Blood & Honey è il secondo singolo della cantante francese Amanda Lear, pubblicato nel dicembre 1976 e successivamente incluso nel suo primo album I Am a Photograph.
Il singolo rappresenta un grande successo di classifica e a tutt'oggi rimane uno dei brani più conosciuti di Amanda Lear.

## Descrizione
Il brano Blood & Honey (anche presente nella grafia alternativa Blood and Honey) è stato composto e prodotto da Anthony Monn, che sarebbe diventato il principale partner musicale di Amanda Lear per i successivi cinque anni. Il testo è stato scritto dalla stessa Amanda Lear ed era ispirato dal dipinto di Salvador Dalí del 1927 La miel es más dulce que la sangre ("il miele è più dolce del sangue").
Blood & Honey è stato pubblicato nel dicembre del 1976. Il lato B dell'edizione principale e di molte edizioni internazionali, è She's Got the Devil in Her Eyes, la versione strumentale del lato A del disco, contenente solamente una traccia del coro che canta appunto il testo del titolo. La versione in 12" per il mercato britannico e dei paesi anglofoni, contiene una versione estesa di circa 9 minuti della canzone. Una versione estesa alternativa è stata pubblicata negli Stati Uniti.
Amanda Lear ha pubblicizzato la canzone in numerose apparizioni televisiva, tra le altre Discoring in Italia. Il singolo ha riscosso successo nella classifica del 1977, diventando la prima hit della Lear e una delle canzoni più popolari dell'era della disco. Al suo esordio in Italia il singolo raggiunge il 7º posto della classifica nella settimana del 10 dicembre 1977 per attestarsi infine al 54º posto della classifica annuale italiana del 1977 e al 36° di quella tedesca. La canzone venne anche inclusa come traccia di apertura del suo album di debutto I Am a Photograph.
Nel 1998 la canzone è stata ri-registrata per l'album Back in Your Arms. La versione originale è stata successivamente remixata e pubblicata il 17 agosto nel singolo Blood and Honey (New Remix '98) per pubblicizzare la raccolta Amanda '98 – Follow Me Back in My Arms, una versione ri-registrata dell'album Back in Your Arms. Nello stesso anno l'immagine della copertina del singolo originale è stata utilizzata come copertina della raccolta The Collection. Nel 2000 il brano ha ispirato inoltre il titolo della raccolta Made of Blood & Honey.

## Videoclip
Amanda Lear gira un videoclip di Blood & Honey per la trasmissione tedesca Musikladen. In esso la cantante canta la canzone danzando con sullo sfondo un grande dipinto. Due ballerini con la faccia dipinta di bianco l'accompagnano. Nel 2012 il video è stato inserito nel box di 3 DVD Das beste aus dem Musikladen Vol. 1, assieme agli altri video girati da Amanda Lear per la trasmissione.

## Tracce
7" Europa 1976
1. Blood & Honey – 4:45 (testo: Amanda Lear – musica: Anthony Monn)
2. She's Got the Devil in Her Eyes – 3:05 (testo: Amanda Lear – musica: Anthony Monn)

Durata totale: 7:50
7" UK 1977
1. Blood & Honey – 3:10 (testo: Amanda Lear – musica: Anthony Monn)
2. Blood & Honey – 4:50 (testo: Amanda Lear – musica: Anthony Monn)

Durata totale: 8:00
12" Australia 1977
1. Blood & Honey – 8:58 (testo: Amanda Lear – musica: Anthony Monn)
2. Blood & Honey – 4:50 (testo: Amanda Lear – musica: Anthony Monn)

Durata totale: 13:48
12" Canada 1977
1. Blood & Honey – 8:58 (testo: Amanda Lear – musica: Anthony Monn)
2. She's Got the Devil in Her Eyes – 3:05 (testo: Amanda Lear – musica: Anthony Monn)

Durata totale: 12:03
12" UK 1977
1. Blood & Honey – 7:14 (testo: Amanda Lear – musica: Anthony Monn)
2. Blood & Honey – 7:14 (testo: Amanda Lear – musica: Anthony Monn)

Durata totale: 14:28
CD single 1998
1. Blood & Honey (New Remix Version) – 3:59 (testo: Amanda Lear – musica: Anthony Monn)
2. Blood & Honey (Club Mix) – 4:21 (testo: Amanda Lear – musica: Anthony Monn)
3. Rien ne va plus – 3:41 (testo: Amanda Lear, Helmuth Schmidt – musica: Roberto Costa)

Durata totale: 12:01

## Crediti
- Amanda Lear - voce

## Classifiche

### Classifiche settimanali
| Classifica (1977) | Posizione |
| ----------------- | --------- |
| Germania          | 12        |
| Italia            | 7         |

### Classifiche annuali
| Classifica (1977) | Posizione |
| ----------------- | --------- |
| Germania          | 36        |
| italia            | 54        |